# Theodorus Teunissen
Theodorus Franciscus Teunissen (Megen, Haren en Macharen, 18 februari 1885 – 10 mei 1975) was een Nederlands politicus. 
Hij werd geboren als zoon van Gerardus Teunissen (1849-1935; onderwijzer) en Marianna Houtkamp (1850-1935). Hij werd in 1915 benoemd tot burgemeester van Nuland. Teunissen ging in 1950 met pensioen en overleed in 1975 op 90-jarige leeftijd. 